# Sara Svensk
Sara Svensk, född 12 april 1989 i Göteborg, är en svensk triathlet och läkare.
Svensk tävlar för Terrible Tuesday Triathlon. Hon var den snabbaste kvinnan genom alla tider på Ironman-distansen då hon vann Ironman Cozumel 2021 på 8:22:41. Hon har även vunnit Ironman St Pölten 70.3 2019, Challange Herning 2019 samt var 10:a på Ironman VM 70.3 i Nice 2019 med den snabbaste löptiden på 1:17:18.

## Meriter
Race / Place / Distance / Swim / Bike / Run / Total
- 2021 Ironman Cozumel / 1:a / 140.6 / 47:01 / 4:33:10 / 2:58:02 / 8:22:41
- 2019 Ironman Barcelona / 1:a / 140.6 / 56:14 / 4:36:50 / 2:56:09 / 8:34:10
- 2019 Ironman St Pölten / 1:a / 70.3 / 31:58 / 2:25:30 / 1:23:14 / 4:26:04
- 2019 Challenge Herning / 1:a / 27:50 / 2:15:23 / 1:22:32 / 4:10:28
- 2019 Ironman European Championship 70.3 Helsingör / 5:e / 25:34 / 2:17:12 / 21:04 / 4:09:26
- 2019 Ironman 70.3 WC / 10:e / 70.3 / 00:29:23 / 2:44:12 / 1:17:18 / 4:35:23
- 2019 Swedish Championships (Sala) / 1:a / 70.3 / 25:18 / 2:07:38 / 1:17:44 / 3:52:38
- 2018 Ironman European Championship 70.3 Helsingör / 3:a / 29:21 / 2:18:08 / 1:24:20 / 4:17:11
- 2018 Ironman Texas / 61:a / 140.6 / 59:33 / 4:32:33 / 3:09:53 / 8:46:49
- 2018 Ironman Austria / 53:a / 140.6 / 55:46 / 5:06:23 / 3:18:46 / 9:26:26
- 2017 Ironman Rügen / 3:a / 70.3 / 31:25 / 2:20:27 / 1:28:44 / 4:25:59
- 2016 Ironman Mallorca / 4:a / 140.6 / 1:00:35 / 5:13:53 / 3:09:00 / 9:28:58
- 2016 Ironman St Pölten / 5:e / 70.3 /
- 2016 Duathlon-SM / 1:a
- 2016 ÖtillÖ Swimrun Utö / 2:a